# Железопътен транспорт в Беларус
Железопътният транспорт в Беларус единствено се оперира от националната железопътна компания „Беларуски железници“.
Към 2018 г. железопътната мрежа се състои от 5480 км; от тях 1228 км са електрифицирани. В Беларус, както и в другите страни от бившия Съветски съюз, ширината на междурелсието е 1520 мм, за разлика от стандартното междурелсие от 1435 мм, използвано в останалите европейски страни.

## Мрежа
Първата построена железопътна линия на съвременната територия на Беларус е едва 32 км от Гродно до Поречье (днес в Гродненски район), започнала да работи от края на 1862 г. Тя е участък на линията, свързваща Санкт Петербург и Варшава.
В средата на 1860-те години е построена железопътната линия от Даугавпилс до Полоцк и по-нататък до Витебск. Линията Варшава –  Брест, открита през 1866 г., е продължена до Москва през 1871 г.
Международна железопътна линия, свързваща Берлин и Варшава с Москва, пресича Беларус от Брест до Орша през Минск. Други важни линии са Минск – Гомел (продължава до Киев), Орша – Витебск (и нататък до Санкт Петербург), Минск – Вилнюс и др. Сред международните линии, обслужващи Беларус, са Минск – Иркутск, Берлин – Новосибирск (и други руски дестинации).

## Градски железници
Минск е единственият беларуски град с метросистема – Мински метрополитен. Мрежата се състои от 3 линии: Автозаводская, Масковская и Зеленалужская.
Единствените градове с трамвайни системи са Минск, Витебск, Мозир и Новополоцк.

## Гранични връзки
- с Полша – да (със смяна на междурелсието от 1520 мм на 1435 мм)
- с Литва  – да
- с Латвия – да
- с Русия – да
- с Украйна – да